# Megeuptychia
Genre

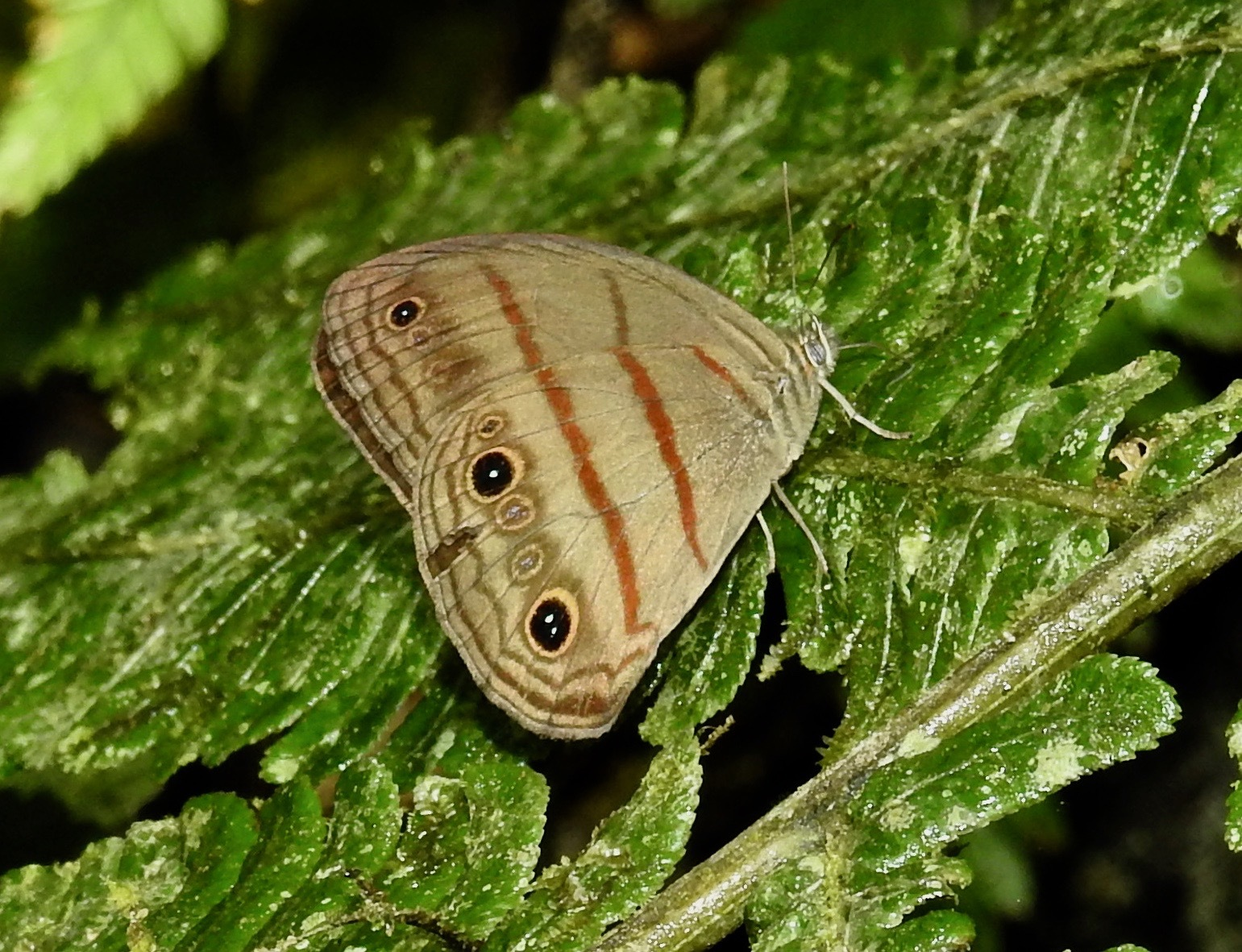
Megeuptychia sur une feuille

Megeuptychia est un genre néotropical de lépidoptères (papillons) de la famille des Nymphalidae et de la sous-famille des Satyrinae.

## Systématique
Le genre Megeuptychia a été décrit par l'entomologiste allemand Walter Forster en 1964.
Son espèce type est Papilio antonoe  Cramer, [1775].

## Liste des espèces
D'après FUNET Tree of Life (13 avril 2019) :
- Megeuptychia antonoe (Cramer, [1775]) — Mexique, Amazonie, Colombie, Pérou, Guyane.
- Megeuptychia monopunctata Willmott & Hall, 1995 — Équateur, Pérou.